# Collège Saint-Xavier de Delhi
Le collège Saint-Xavier de Delhi, est une institution catholique d’enseignement secondaire et secondaire supérieur dirigée par des jésuites. Fondé en 1960 dans le quartier septentrional de ’Civil Lines’ de la ville de Delhi (en Inde) le collège est mixte et est affilié au Bureau central d’éducation secondaire du gouvernement de l’Inde qui y organise les examens. En 2016 le collège, qui est mixte, compte 4 391 élèves, toutes sections comprises, et un corps professoral de 143 personnes.
Depuis 1998 une école secondaire de Rohini (Un faubourg de Delhi), avec institut de formation technique et école du soir, y est affiliée. Depuis 2006 celle-ci est dirigée par les religieuses de la Congrégation de Jésus.

## Histoire
Le ‘Cecil Hôtel’, situé sur la Rajniwas Marg dans le quartier ‘Civil Lines’ de Delhi et bien connu de l’élite coloniale du Raj britannique, est acheté par les jésuites en 1959 et transformé en collège. L’hôtel comprend une centaine de chambres dans un domaine de 45 000 m2. Permission est accordée aux jésuites de le transformer en collège résidentiel pour garçons.

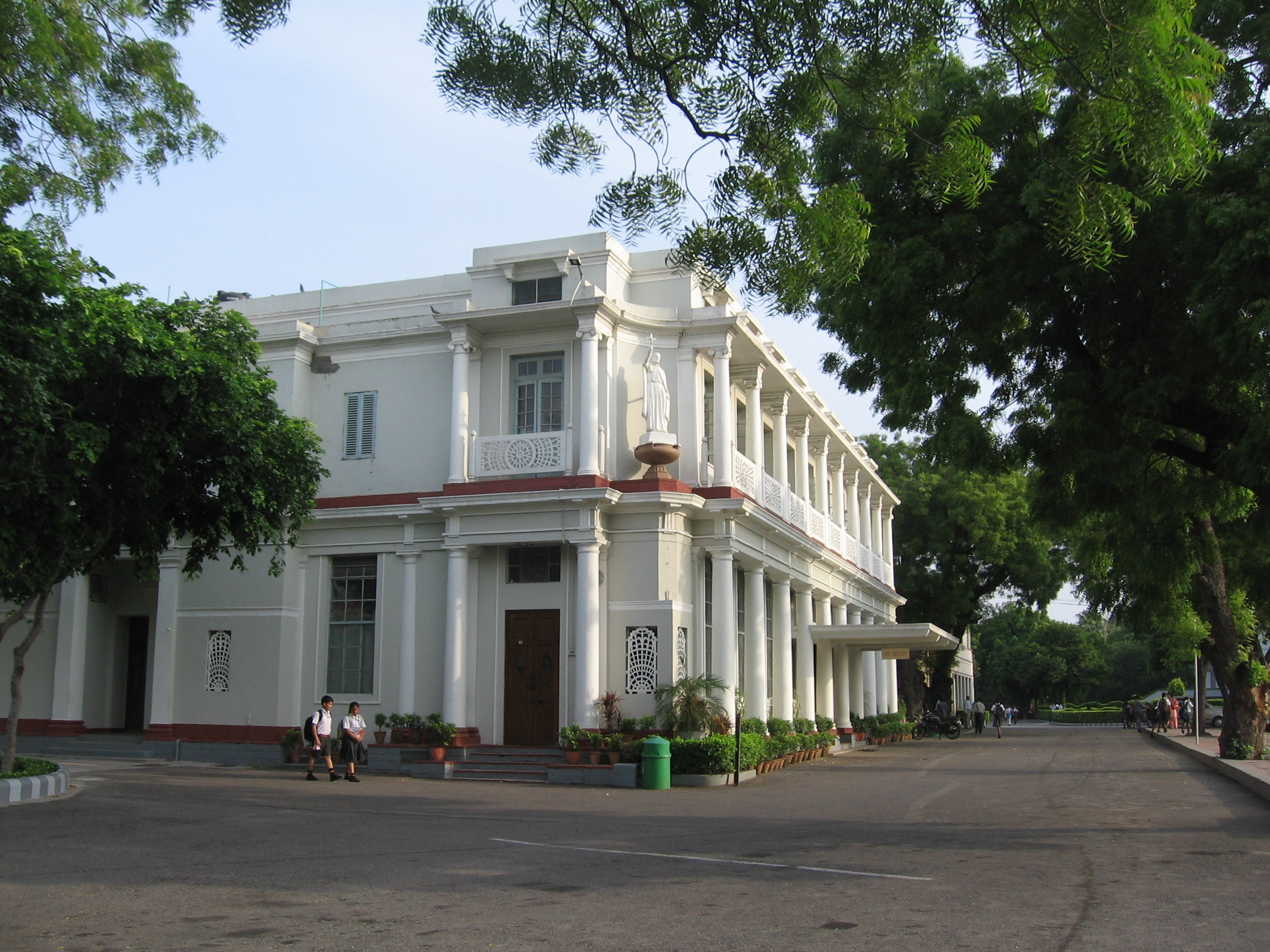
Bâtiment de l'ancien hôtel Cecil (au centre du campus)

Le collège est inauguré le 6 janvier 1960 par le nonce apostolique à Delhi, James Knox. Frank Loesch en est le premier recteur jésuite. Dans les semaines qui suivent quelque 700 garçons sont admis pour les classes 5 à terminale. Le collège est reconnu par le département de l’éducation du gouvernement indien dans le mois qui suivit son ouverture.
Charles Saldanha (1892-1978), un prêtre jésuite de Bombay, pédagogue et homme de sciences, en est le ‘Principal’ durant la première année. Il organise le programme de mathématiques du cours supérieur et transforme le domaine hôtelier en un campus scolaire moderne. Les bâtiments de l’hôtel sont progressivement remplacés par d’autres plus fonctionnels, avec salles de cours, laboratoires de science, bibliothèque, etc., adaptés aux besoins d’’une institution scolaire moderne, bien que certains bâtiments soient conservés tel celui qui est aujourd’hui la résidence des pères jésuites avec chapelle et hall. Un large terrain de sports est aménagé.
En 1965, lorsque le père Thomas Kunnunkal entre en fonction comme principal, les bâtiments des sections secondaire et secondaire supérieure sont prêts. Kunnunkal, éminent pédagogue qui reçut en 1974 la Padma Shri (distinction civile indienne) est donna au collège l’impulsion et l’orientation pédagogique qu’on lui connait encore aujourd’hui.
L’internat fut fermé en 1971. Le bâtiment qui l’abritait appelé Bombay House devint la résidence de jésuites en formation théologique au 'Vidyajyoti College of Theology' qui venait de déménager de Kurseong à Delhi.
Dans les années 1980 la langue hindie est adoptée comme medium d’instruction dans les classes primaires, et quelque 25 % des places sont réservées aux classes plus pauvres, avec subsides pour les frais scolaires, uniformes, etc. Cette mesure, impopulaire auprès de nombreux parents, change l’image de Saint-Xavier qui, de « collège pour nantis » devient un collège répondant aux besoins d’une population locale.
En 1985 le collège reçoit pour la première fois des filles dans les sections supérieures. Aujourd’hui le collège est mixte dans toutes ses sections.
En 2007 Saint-Xavier revient à l’anglais comme langue d’enseignement dans la section primaire.

## Directeurs(principals)
- Janvier 1960 - juillet 1960 : Charles Saldhana S.J.
- Juillet 1960 – 17 décembre 1961 : Thomas Athazaphadam S.J.
- 18 décembre 1961 – 31 mai 1971 : Thomas Kunnunkal S.J.
- 1er août 1974 – 31 août 1977 : Abraham Puthumana S.J.
- 1er septembre 1977 – 31 mars 1979 : Thomas Kunnunkal S.J.
- 1er avril 1979 – 31 mars 1980 : Augustus Martins
- (1er avril 1980 – 31 mars 1985) : Joseph Parakatt S.J.
- 1er avril 1985 – 1er décembre 1992) : Ittoop Pallipadan S.J.
- 2 décembre 1992 – 9 juillet 1997 : John Ariapilly S.J.
- 10 juillet 1997 – avr il 2001 ; P.T. Augustine S.J.
- avril 2001 – mars 2005 : Xavier J. Ignatius S.J.
- avril 2005 – mai 2010 : Jose Philip S.J.
- juillet 2010–2015 : Jose Jacob S.J.
- de 2015 : Dominic Arockiam S.J.

## Personnalités
Parmi les anciens élèves du collège Saint-Xavier on compte :
- Arun Jaitley, 1970, ministre des Finances du gouvernement de Narendra Modi
- Philip Campose, ancien Vice Chief of Army Staff de l'armée indienne
- Upamanyu Chatterjee, 1976, écrivain
- Mohit Chauhan, chanteur
- Rahul Ram, guitariste de Indian Ocean, compositeur
- Pavan Varma, politicien,
- Mala Salariya, 2006, actrice